# 海南粗毛藤
海南粗毛藤（学名：Cnesmone hainanensis）为大戟科粗毛藤属下的一个种。其种加词“hainanensis”意为“海南的”。